# Festucalex cinctus
Festucalex cinctus är en fiskart som först beskrevs av Ramsay 1882.  Festucalex cinctus ingår i släktet Festucalex och familjen kantnålsfiskar. Inga underarter finns listade i Catalogue of Life.